# Чесновский, Павел Геннадьевич
Па́вел Геннадьевич Чесно́вский (бел. Павел Часноўскі; 4 марта 1986, Минск, СССР) — белорусский футболист, вратарь; тренер.

## Карьера

### Клубная
Первый тренер — С. В. Кашкан. Первым клубом является минская «Смена». В высшей лиге ЧБ дебютировал играя за «Витебск». Выступал за латвийские клубы «Вентспилс» и «Транзит», борисовский БАТЭ. Участник групповых этапов Лиги Европы (2009, в составе Вентспилса) и Лиги чемпионов (2011, в составе БАТЭ). В начале января 2012 перешёл в жодинское «Торпедо-БелАЗ», где стал основным вратарём. В июле 2013 года получил травму, из-за которой выбыл до ноября. В начале сезона 2014 вернул место в стартовом составе.
В январе 2015 года продлил контракт с «Торпедо-БелАЗ». В сезоне 2015 закрепился в качестве основного вратаря жодинцев. В январе 2016 года покинул клуб.
Вскоре после ухода из «Торпедо-БелАЗ» подписал контракт с дебютантом белорусской Высшей лиги — клубом «Городея». В составе «Городеи» был основным вратарём, в сезоне 2016 провёл от начала до конца все 30 матчей чемпионата. В январе 2017 года по окончании контракта покинул команду и вскоре стал игроком «Минска», где также стал первым номером. В декабре 2017 года покинул столичный клуб.
В начале 2018 года присоединился к солигорскому «Шахтёру» и в феврале подписал контракт. Стал вторым вратарём команды после Андрея Климовича, в сезоне 2018 сыграл в двух матчах чемпионата Беларуси и в одном кубковом. В январе 2019 года продлил контракт с солигорским клубом. С августа 2019 года, после перехода Климовича в российский «Оренбург», стал основным вратарём солигорской команды. В октябре 2019 года продлил контракт до конца 2021 года.

### В сборной
Играл за молодёжную сборную Беларуси. Участник молодежного чемпионата Европы (2009).